# إكيليل فالنتيني
إكيليل فالنتيني (الاسم العلمي:Coronilla valentina) هي نوع من النباتات يتبع جنس الإكيليل من الفصيلة البقولية.